# David-Gletscher
Der David-Gletscher ist der größte Gletscher des antarktischen Viktorialands. Vom nördlichen Polarplateau fließt er durch die Prince Albert Mountains und endet zwischen Kap Philippi und Kap Reynolds in Form der ins Rossmeer hineinragenden Drygalski-Eiszunge. 
Der Gletscher wurde von Teilnehmern der Nimrod-Expedition (1907–1909) unter der Leitung des britischen Polarforschers Ernest Shackleton entdeckt. Benannt ist er nach dem australischen Geologen Tannatt William Edgeworth David (1858–1934), der auf dieser Expedition unter anderem die Nordgruppe zur erfolgreichen Suche nach dem Ort des antarktischen magnetischen Pols leitete.